# Gwijde van Dampierre

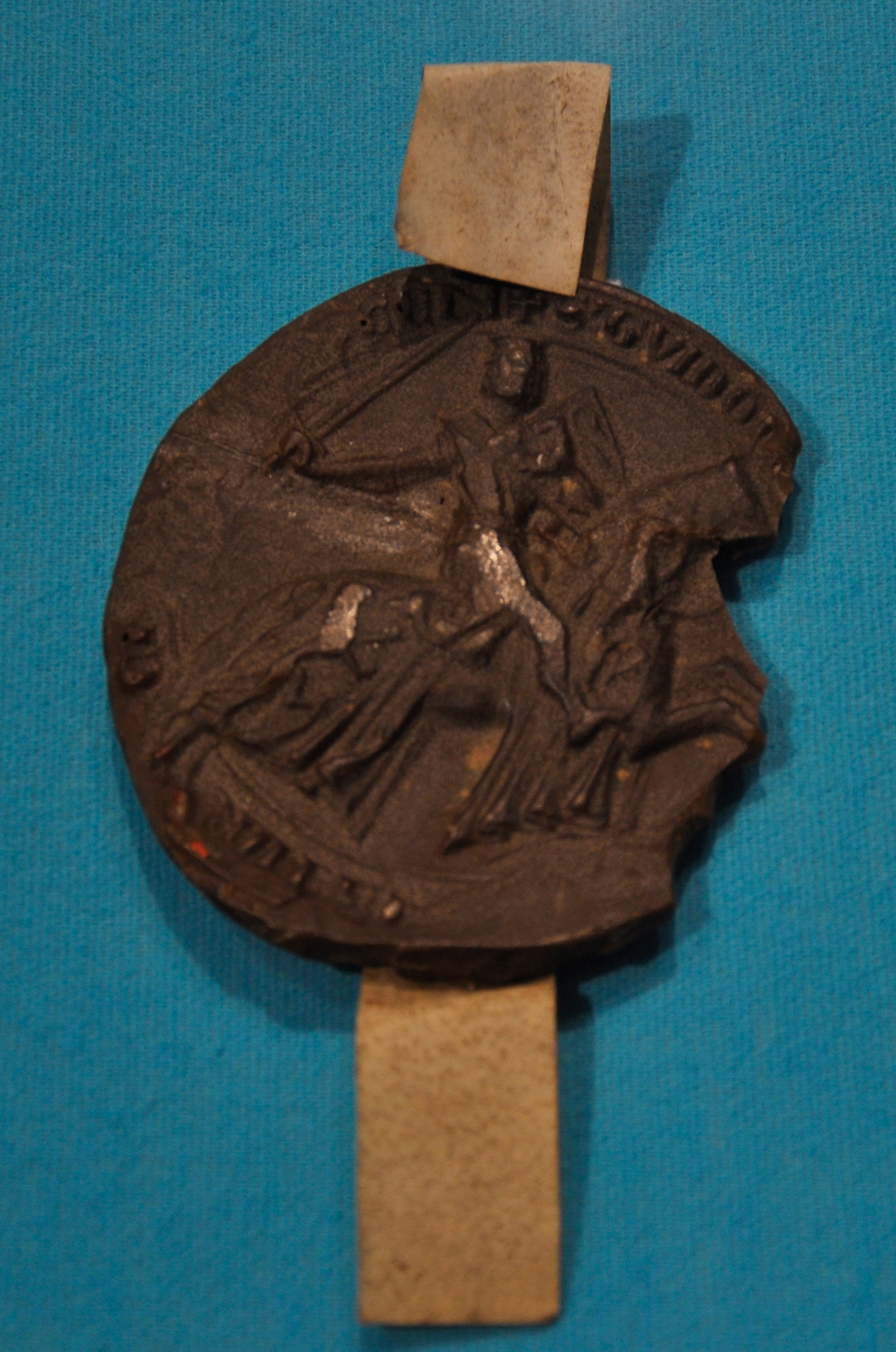
Ruiterzegel van Gwijde van Dampierre in het museum Kortrijk 1302

Gwijde van Dampierre (?, ca. 1226 – Compiègne, 7 maart 1305), in het Frans Gui de Dampierre, was graaf van Vlaanderen van 1278 tot 1305 en markgraaf van Namen van 1263 tot 1298.

## Leven
Gwijde werd geboren als tweede zoon van Willem II van Dampierre en Margaretha van Constantinopel.

### Vlaams-Henegouwse Successieoorlog (1244-1253)
Toen Margaretha in 1244 haar zus Johanna opvolgde als gravin van Vlaanderen en Henegouwen, brak er een openlijke strijd uit tussen de halfbroers Jan van Avesnes en Willem van Dampierre. Uiteindelijk kwam de Franse koning Lodewijk IX in 1246 tussenbeide: hij oordeelde dat Henegouwen naar Jan van Avesnes zou gaan en Vlaanderen naar Willem van Dampierre. In het kader van deze beslissing stond Margaretha het Vlaamse bestuur af aan haar zoon Willem. Ze bleef echter op de Henegouwse troon zitten.
Gwijde, die als tweede zoon niet direct uitzicht had op een eigen gebied, had door zijn huwelijk met Mathilde van Béthune (ook Machteld van Béthune en Dendermonde genoemd, dochter van Robrecht VII van Béthune) in 1246 de heerlijkheden Béthune en Dendermonde verworven. Maar toen zijn oudere broer Willem in 1251 tijdens een toernooi in Trazegnies door paarden werd vertrappeld, werd Gwijde de nieuwe bestuurder van Vlaanderen.
Toen Lodewijk IX in 1248 echter op een zevenjarige kruistocht vertrok, nam Jan van Avesnes het recht in eigen handen. In de wetenschap dat zijn moeder hem nooit de troon van Henegouwen zou geven, kwam hij samen met zijn broer Boudewijn van Avesnes tegen haar en zijn halfbroer Gwijde in opstand. Jan van Avesnes was er bovendien in geslaagd om Willem II van Holland, de graaf van Holland en Zeeland, ervan te overtuigen zijn kant te kiezen en Henegouwen en enkele gebieden in Vlaanderen te bezetten. Op 4 juli 1253 werd Gwijde van Dampierre tijdens de Slag bij Westkapelle door zijn halfbroer Jan van Avesnes verslagen en deze laatste werd hierdoor erfopvolger van het graafschap Henegouwen. Gwijde liep in de strijd verwondingen op aan beide benen en zou hierdoor de rest van zijn leven blijven hinken. Deze nederlaag leidde er ook toe dat in de Vrede van Brussel het graafschap Zeeland werd toegeëigend door de graven van Holland, hoewel Gwijde van Dampierre dit zou blijven aanvechten.

### Erfgenaam van het graafschap Vlaanderen
Gwijde wist op 19 maart 1263 evenwel dit verlies deels te compenseren door het graafschap Namen voor 20.000 Parijse pond te kopen van Filips I van Courtenay, zoon van Maria van Brienne en Boudewijn II van Constantinopel.

### Deelname aan Achtste Kruistocht (1270)
Hij nam in 1270, aan de zijde van de Franse koning Lodewijk IX, deel aan de Achtste Kruistocht naar Tunis.

### Gwijde wordt graaf van Vlaanderen (1278-1305)

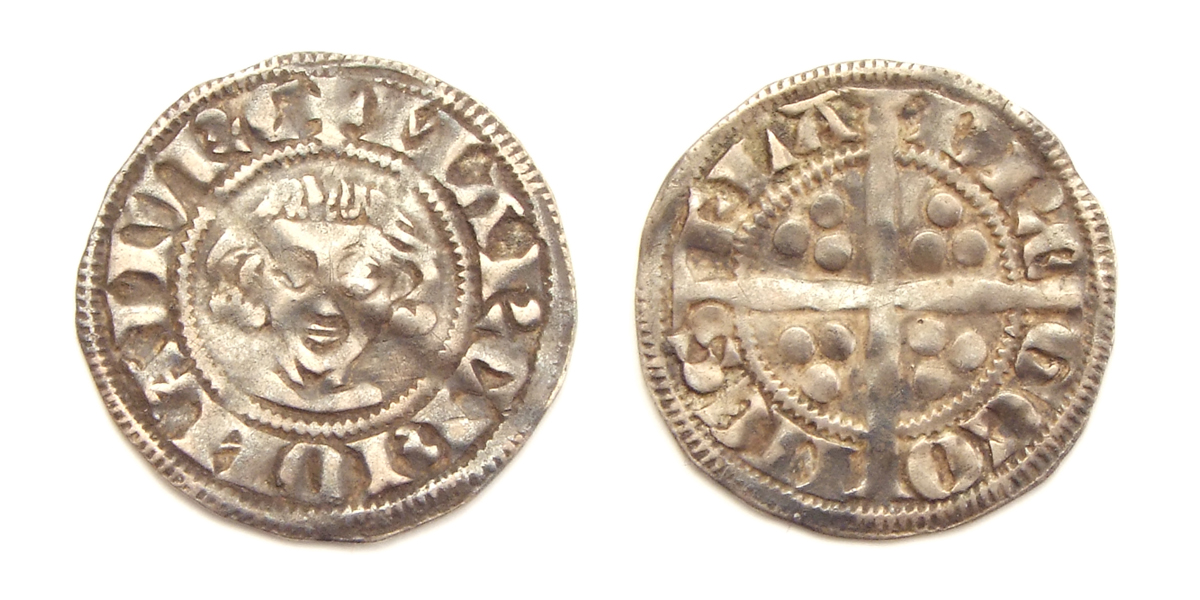
Sterling van Gwijde van Dampierre, geslagen in Namen (1295-1296).

Op 29 december 1278 deed zijn moeder Margaretha van Constantinopel in zijn voordeel afstand van het graafschap Vlaanderen, waarvan hij tot dan mederegent was. Gwijde was toen al 53 jaar oud.
Het grafelijk bestuur stond niet hoog aangeschreven bij de bevolking. Dat was te wijten aan de langdurige afwezigheid van Ferrand van Portugal, die jarenlang in Frankrijk in gevangenschap verbleef, het onzekere bestuur van zijn echtgenote Johanna van Constantinopel en de jarenlange vete tussen het huis Dampierre en het huis Avesnes. De Vlaamse steden (Gent, Ieper, Kortrijk) werden welvarend dankzij de lakenindustrie. De graven moesten om hun hofhouding te bekostigen financieel steeds meer op hen een beroep doen ten koste van grafelijke macht.

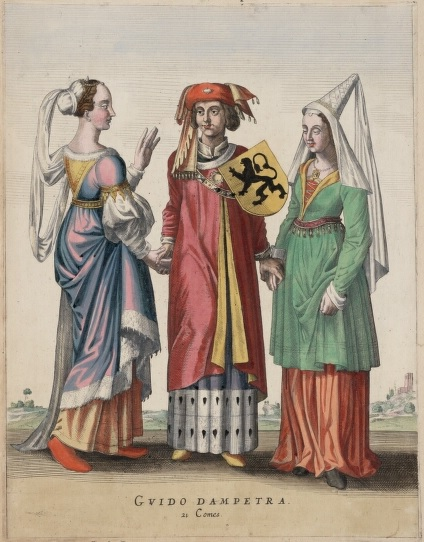
Graaf Gwijde van Dampierre met zijn twee echtgenotes: Mathilde van Béthune en Isabella van Luxemburg (afbeelding uit Flandria illustrata, 1641)

Bij de troonsbestijging van koning Filips IV de Schone in 1285, begonnen de moeilijkheden tussen Vlaanderen en Frankrijk. Gwijde van Dampierre zocht steun bij de Engelse koning Eduard I. In 1294 kwamen Gwijde en Eduard te Lier overeen dat zoon Eduard II van Engeland zou huwen met Filippa van Vlaanderen, de dochter van Gwijde. De Franse koning verhinderde dit huwelijk door Gwijde, zijn dochter en groot gevolg naar Frankrijk uit te nodigen en ze beiden gevangen te zetten. Gwijde werd na bemiddeling van onder meer paus Bonifatius VIII vrijgelaten in 1295, terwijl zijn dochter Filippa in het paleis Louvre opgesloten bleef en er overleed in 1306. Gwijde zegde zijn feodale trouw 9 januari aan de Franse koning op en sloot een militair verbond met Engeland (7 januari 1297, dezelfde dag waarop de nieuwe Hollandse graaf Jan I met Elisabeth, de dochter van de Engelse koning Eduard, huwde). De openlijke strijd tussen graaf Gwijde en koning Filips IV nam hierdoor een aanvang.
Uit geldnood deed Gwijde geregeld een beroep op Pieter uten Zak (gestorven in 1309 'in duistere omstandigheden'), de voorlaatste commandeur van de Tempeliers in het baljuwschap Vlaanderen. Vlaanderen werd door de Franse koning veroverd tussen januari en mei 1300. Gwijde gaf zich met zijn oudste twee zonen, Robrecht III van Béthune en Willem van Crèvecoeur, gevangen. Deze gebeurtenissen waren mede oorzaak van de Brugse Metten en de Guldensporenslag in 1302, waarin Gwijde van Namen, een zoon uit zijn tweede huwelijk, een belangrijke rol zou spelen.
Gwijde van Dampierre overleed in gevangenschap te Compiègne in 1305. Hoewel hij liever naast zijn tweede echtgenote Isabella van Luxemburg in de Abdij van Beaulieu was begraven, werd hij door zijn kinderen begraven in de Abdij van Flines. Hij werd in Vlaanderen opgevolgd door zijn zoon Robrecht III van Béthune.

## Kinderen
Mathilde schonk hem acht kinderen:
- Robrecht III van Vlaanderen (1249 - 17 september 1322), graaf van Vlaanderen (1305-1322)
- Willem van Dendermonde, ook Willem Crèvecoeur genoemd (1248 of 1249-1311)
- Jan van Vlaanderen (omstreeks 1250 - 14 oktober 1291), bisschop van Metz van 1280 tot 1282, prins-bisschop van Luik van 1282 tot 1291
- Margaretha van Dampierre (omstreeks 1251 - 3 juli 1285), huwde in augustus 1273 met hertog Jan I van Brabant
- Boudewijn (rond 1252-1296)
- Maria van Dampierre (omstreeks 1253-1297), huwde met Willem V van Gulik in 1266. Na zijn dood, op 17 maart 1278 huwde ze in 1281 met Simon van Château-Villain. Twee zoons uit haar huwelijk met Willem hadden dezelfde voornaam als hun vader en sneuvelden in de strijd tussen Vlaanderen en Frankrijk:
  - Willem van Gulik de Oudere in de Slag bij Bulskamp (1297);
  - Willem van Gulik de Jongere in de Slag bij Pevelenberg (1304).
- Beatrix van Vlaanderen, (omstreeks 1253 - 23 maart 1296), huwde met graaf Floris V van Holland in het jaar 1269.
- Filips van Chieti (omstreeks 1257 - november 1308), huwde in 1284 met Mathilde van Courtenay, gravin van Chieti. Na haar dood in 1301 huwde hij met Filippa van Milly, regent van Vlaanderen na Guldensporenslag van 1303 tot aan het Verdrag van Athis-sur-Orge in 1305.

Na de dood van zijn vrouw Mathilde (1263) hertrouwde hij in 1265 met Isabella van Luxemburg.
Isabella schonk hem elf kinderen, van wie er acht de volwassen leeftijd bereikten:
- Jan I van Namen (1267-1330), markgraaf van Namen, regent van Vlaanderen na de Brugse Metten tussen 1302-1303
- Beatrix van Dampierre (1272-1307), gehuwd met Hugo II van Châtillon, graaf van Blois-Dunois
- Gwijde van Namen (1272-1311), heer van Ronse
- Johanna (-1296), non
- Margaretha van Dampierre (1272-1331), die in 1282 huwde met Alexander (1263-1283), erfprins van Schotland en in 1286 met Reinoud I van Gelre (1255-1326)
- Hendrik van Lodi (-1337), die in 1309 huwde met Margaretha, dochter van graaf Diederik VIII van Kleef
- Filippa van Vlaanderen (?-1306), die met de Engelse troonopvolger Eduard II zou huwen, maar werd samen met haar vader door koning Filips IV van Frankrijk gevangengenomen en stierf hoogstwaarschijnlijk in gevangenschap.
- Isabella van Dampierre (1275-1333), in 1307 gehuwd met heer Jan I van Fiennes

## Voorouders
| Voorouders van Gwijde van Dampierre (1226-1305) | Voorouders van Gwijde van Dampierre (1226-1305)                                     | Voorouders van Gwijde van Dampierre (1226-1305)                                     | Voorouders van Gwijde van Dampierre (1226-1305)                                           | Voorouders van Gwijde van Dampierre (1226-1305)                                           | Voorouders van Gwijde van Dampierre (1226-1305)                                     | Voorouders van Gwijde van Dampierre (1226-1305)                                     | Voorouders van Gwijde van Dampierre (1226-1305)                                        | Voorouders van Gwijde van Dampierre (1226-1305)                                        |
| ----------------------------------------------- | ----------------------------------------------------------------------------------- | ----------------------------------------------------------------------------------- | ----------------------------------------------------------------------------------------- | ----------------------------------------------------------------------------------------- | ----------------------------------------------------------------------------------- | ----------------------------------------------------------------------------------- | -------------------------------------------------------------------------------------- | -------------------------------------------------------------------------------------- |
| Overgrootouders                                 | Willem I van Dampierre (1130-1161) ∞ Ermengarde van Toucy (?-?)                     | Willem I van Dampierre (1130-1161) ∞ Ermengarde van Toucy (?-?)                     | Archimbald van Bourbon (1140-1167) ∞ 1164 Adelheid van Bourgondië (1146-1192) (1146-1192) | Archimbald van Bourbon (1140-1167) ∞ 1164 Adelheid van Bourgondië (1146-1192) (1146-1192) | Boudewijn de Moedige (1150-1195) ∞ 1169 Margaretha van de Elzas (1145-1194)         | Boudewijn de Moedige (1150-1195) ∞ 1169 Margaretha van de Elzas (1145-1194)         | Hendrik I van Champagne (1126-1181) ∞ 1164 Maria van Frankrijk (1145-1198) (1145-1198) | Hendrik I van Champagne (1126-1181) ∞ 1164 Maria van Frankrijk (1145-1198) (1145-1198) |
| Grootouders                                     | Gwijde II van Dampierre (?-1216) ∞ Mathilde I van Bourbon (1165-1228)               | Gwijde II van Dampierre (?-1216) ∞ Mathilde I van Bourbon (1165-1228)               | Gwijde II van Dampierre (?-1216) ∞ Mathilde I van Bourbon (1165-1228)                     | Gwijde II van Dampierre (?-1216) ∞ Mathilde I van Bourbon (1165-1228)                     | Boudewijn I van Constantinopel (1171-1205) ∞ Maria van Champagne (1174-1204)        | Boudewijn I van Constantinopel (1171-1205) ∞ Maria van Champagne (1174-1204)        | Boudewijn I van Constantinopel (1171-1205) ∞ Maria van Champagne (1174-1204)           | Boudewijn I van Constantinopel (1171-1205) ∞ Maria van Champagne (1174-1204)           |
| Ouders                                          | Willem II van Dampierre (1196-1231) ∞ 1223 Margaretha II van Vlaanderen (1202-1280) | Willem II van Dampierre (1196-1231) ∞ 1223 Margaretha II van Vlaanderen (1202-1280) | Willem II van Dampierre (1196-1231) ∞ 1223 Margaretha II van Vlaanderen (1202-1280)       | Willem II van Dampierre (1196-1231) ∞ 1223 Margaretha II van Vlaanderen (1202-1280)       | Willem II van Dampierre (1196-1231) ∞ 1223 Margaretha II van Vlaanderen (1202-1280) | Willem II van Dampierre (1196-1231) ∞ 1223 Margaretha II van Vlaanderen (1202-1280) | Willem II van Dampierre (1196-1231) ∞ 1223 Margaretha II van Vlaanderen (1202-1280)    | Willem II van Dampierre (1196-1231) ∞ 1223 Margaretha II van Vlaanderen (1202-1280)    |